# Strandhuse
Strandhuse is een plaats in de Deense regio Seeland, gemeente Odsherred. De plaats telt 235 inwoners (2008).